# KNB Newsリアルタイム サンデー
『KNB Newsリアルタイム サンデー』は、2006年4月2日から2007年3月25日まで北日本放送（KNBテレビ）で日曜 11:00 - 11:45にて放送されていた報道番組・情報番組である。日本テレビ製作の『NNN News D』を内包。

## 概要
富山県内で一週間に起こった事件やスポーツ情報などを伝えていた。ゲストには専門家を招いていた。
番組は2007年3月25日に最終回を迎えたが、同日は能登半島地震が発生したことに伴い、実質地震関連の報道特別番組として放送された。このため、通常の体制での放送は3月18日放送分が最後となった。

## 出演者

### メインキャスター
- 武道優美子

### スポーツキャスター
- 武部知春

### ニュースナビゲーター
- 上野透
- ほか

### ゲスト
- 大学教授や証券会社の社長などがゲスト出演していた。

### ナレーター
- ニュースナビゲーターの上野が担当することが多かった。